# 埃克 (埃尔普河畔阿韦讷区)
埃克（法語：Hecq，法語發音：[ɛk]）是法国上法蘭西大區北部省的一个市镇，属于埃尔普河畔阿韦讷区。

## 地理
埃克（50°10'54"N, 3°39'5"E）面积1.36 平方千米，位于法国上法蘭西大區北部省，该省份为法国最北部的省份及最长的省份，西北濒北海，西接加来海峡省，南至埃纳省和索姆省，东与比利时接壤。
与埃克接壤的市镇（或旧市镇、城区）包括：昂格勒方丹、洛基尼奥勒、北部省普瓦、普勒欧布瓦。

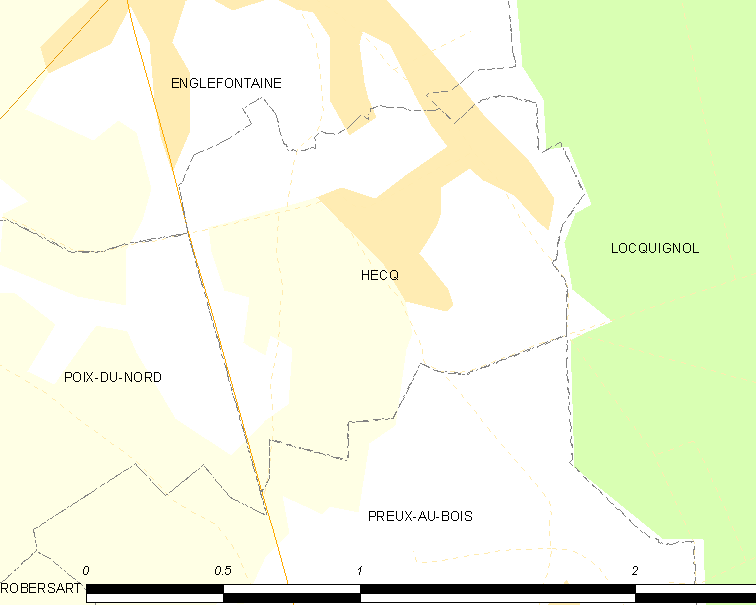
的OSM定位图

埃克的时区为UTC+01:00、UTC+02:00（夏令时）。

## 行政
埃克的邮政编码为59530，INSEE市镇编码为59296。

## 政治
埃克所属的省级选区为埃尔普河畔阿韦讷县。

## 人口

1962-2008年间人口变化图示

埃克于2022年1月1日时的人口数量为352人。